# Caroni Swamp

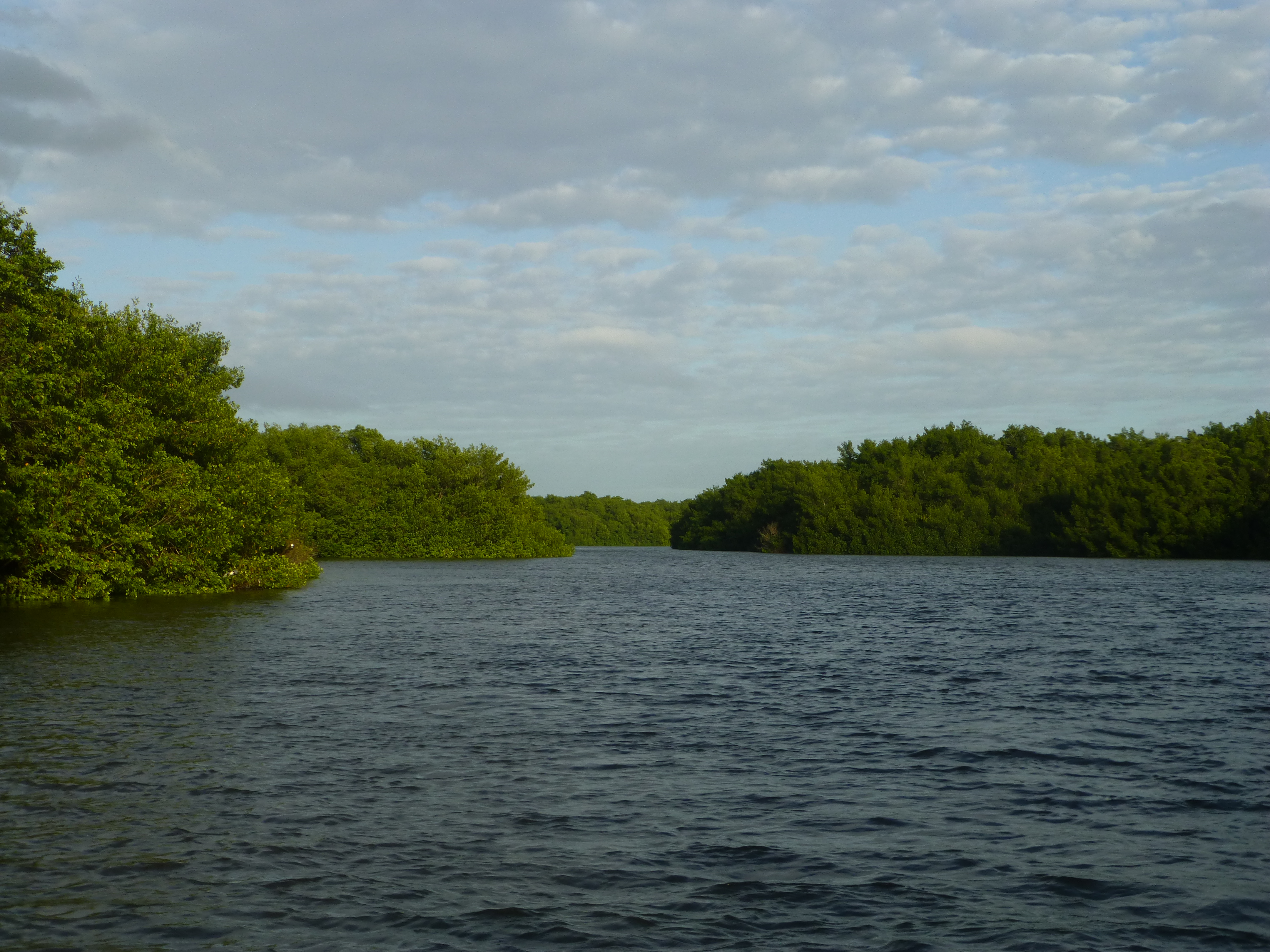
Caroni Swamp

Der Caroni Swamp ist das zweitgrößte Mangroven-Feuchtgebiet in Trinidad und Tobago. Er liegt im Nordwesten der Insel Trinidad und ist als Naturschutzgebiet ausgewiesen.

## Geographie
Das 6000 Hektar große Gebiet liegt unmittelbar südlich der Hauptstadt Port of Spain am Golf von Paria. Administrativ liegt es größtenteils in der Region San Juan-Laventille; der südliche Ausläufer schneidet Chaguanas, die größte Stadt Trinidads, vom Meer ab und ragt ein kleines Stück in die Region Couva-Tabaquite-Talparo hinein. Die östliche Begrenzung stellt der Uriah Butler Highway dar, eine der wichtigsten Nord-Süd-Achsen des Landes, der auf dem ehemals größeren Sumpf abgewonnenen Land gebaut wurde und von dem eine Stichstraße als einziger Zugangsweg zum Caroni Swamp abzweigt. Die höchste Erhebung beträgt zehn Meter. Neben zahlreichen kleinen Kanälen durchschneiden vier Flüsse das Gebiet und entwässern in den Golf von Paria: Der Caroni River, der Cunupia River, der Gayamare River und der Madame Espagnol River, wobei der Caroni River die Ökologie des Gebietes prägend beeinflusst. Im Inneren des Feuchtgebiets befinden sich zahlreiche saline Lagunen. Das gesamte Feuchtgebiet ist den Gezeiten unterworfen; der Tidenhub beträgt etwa einen Meter. Die Flut spült Salzwasser aus dem Golf von Paria in den Caroni Swamp, während Flüsse und (insbesondere während der Regenzeit) tropische Regenfälle Süßwasser in das Gebiet einbringen; das Resultat ist schwach salines Brackwasser, das für die spezifische Flora und Fauna des Gebiets essenziell ist. Noch 1950 war der Caroni Swamp auf Grund damals größeren Zuflusses von Süßwasser ein fast reiner Süßwassersumpf; nach dem Bau des Caroni Arena Dam in den späten 1970er-Jahren südlich von Arima verringerte sich jedoch die Süßwasserzufuhr, was die Salinität des Caroni Swamp erhöhte.
Der Name „Caroni“ rührt vom Caroni River her, dieser ist vorkolonialen Ursprungs und wurde ursprünglich auf der dritten Silbe betont; heutzutage erfolgt die Betonung auf der ersten Silbe.

## Flora und Fauna
Das Gebiet des Caroni Swamp ist von Mangrovenwald bedeckt. Die dominierende Mangrovenart ist die Rote Mangrove, in etwas Entfernung zu Wasserflächen kommen auch Schwarze und Weiße Mangrove vor. Der Bau des Trinkwasserreservoirs veränderte auch die Flora des Caroni Swamp; der ursprüngliche Bewuchs mit Süßwasserpflanzen zog sich zurück, und nur am östlichen Rand finden sich noch kleine Areale mit krautigen Sumpfpflanzen und Schilf.
Der Caroni Swamp ist Heimat für etwa 185 Vogelarten, von denen 20 als gefährdet gelten. Unter anderem beheimatet das Gebiet eine etwa 15.000 Exemplare zählende Kolonie Scharlachsichler, eines der beiden Nationalvögel Trinidads. Tierarten, denen das Feuchtgebiet Lebensraum und Zufluchtsstätte bietet, sind:
Vögel

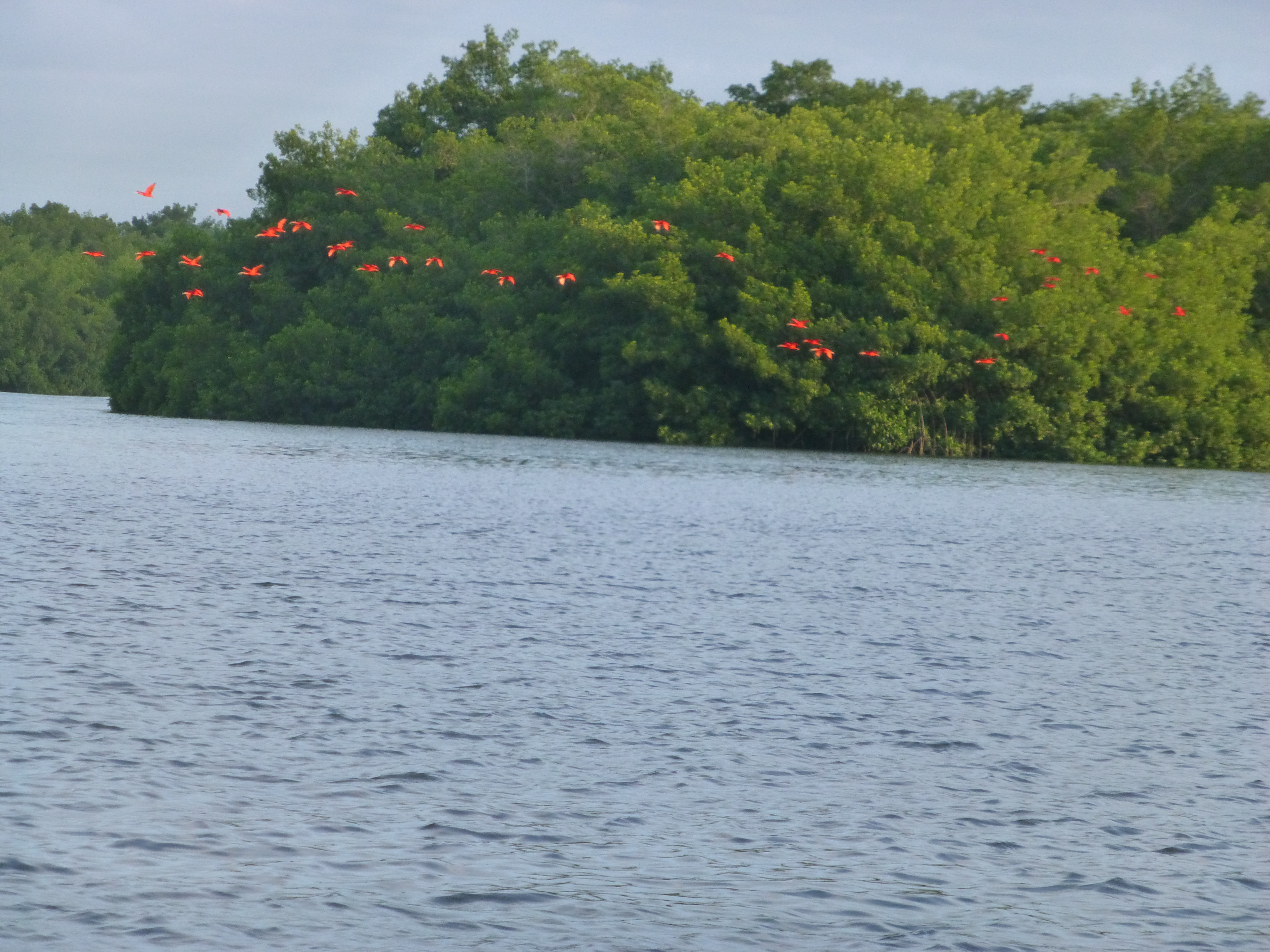
Scharlachsichler beim abendlichen Heimflug

Anthracothorax viridigula, Aztekenmöwe (ca. 5000), Blauflügelente, Conirostrum bicolor, Coccycua minuta, Dendroplex picus, Fischadler, Höckerglanzgans, Kahnschnabel, Kanadareiher, Krabbenbussard, Mangrovenkuckuck, Olivenscharbe, Paroaria gularis, Riesenani, Scharlachsichler, Schneckenweih, Schneesichler, Schwarzbussard, Urutau-Tagschläfer, Weißschwanzaar
Reptilien
Abgottschlange, Grüner Hundskopfschlinger, Hundskopfboa, Krokodilkaiman
Fische
Anableps anableps, Vierauge
Säugetiere
Krabbenwaschbär, Zwergameisenbär
Insekten und Krebstiere
Cardisoma guanhumi, Erythemis vesiculosa

## Nutzung

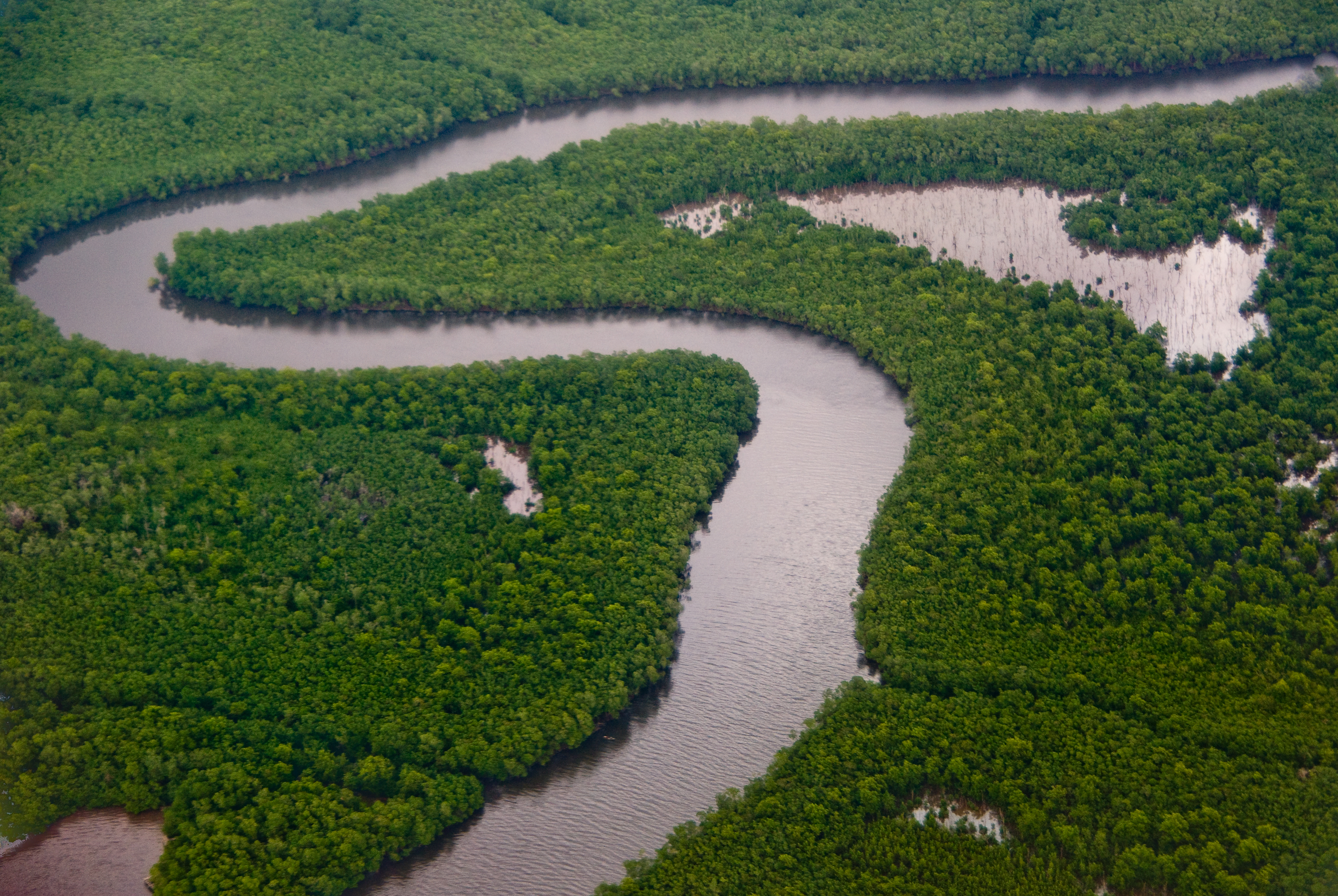
Caroni Swamp

### Naturschutzgebiet
Der Caroni Swamp ist ein geschütztes Feuchtgebiet gemäß der Ramsar-Konvention und wird durch staatliche Forstamt verwaltet. Innerhalb des Gebiets ist ein Areal von 324 Hektar als Naturschutzgebiet ausgewiesen. Das Naturschutzgebiet wurde 1953 eingerichtet, um die dort nistende, damals nur 10.000 Exemplare zählende Scharlachsichler-Population zu schützen. Das Caroni Bird Sanctuary ist ein Besucherzentrum, das über die Flora und Fauna des Feuchtgebiets informiert und von dem aus kommerzielle Anbieter Bootstouren durch die Kanäle und Lagunen durchführen.

### Wirtschaftliche Nutzung
Neben der touristischen Nutzung ist die Nutzung für Austernzucht, Fischerei und Jagd von Bedeutung. Die Kanäle sind für kleine Motorboote schiffbar. Versuche in den 1920er- und 1940er-Jahren, im Gebiet des Caroni Swamp Reisanbau zu etablieren, scheiterten und führten durch erodierte Dämme zum Einfall von Salzwasser in den damaligen Süßwassersumpf.